# 3689 Yeates
3689 Yeates este un asteroid din centura principală, descoperit pe 5 mai 1981 de Carolyn Shoemaker.